# Ngozi Uche
Ezechoa „Eucharia“ Ngozi Uche (* 18. Juni 1973 in Ahiazu Mbaise, Imo, Nigeria) ist eine ehemalige nigerianische Fußballspielerin und Trainerin.

## Karriere
Uch spielte während ihrer Ausbildung für die Egbu Girls Secondary School Owerri und zwischen ihrem Studium an der Delta State University. Von 1991 bis 2000 spielte sie in der ersten nigerianischen Liga für Princess Jegede.

### International
Uche nahm 1991 und 1995 mit der nigerianischen Frauennationalmannschaft an den ersten beiden WM-Turnieren der Frauen teil, wurde aber nur 1991 eingesetzt. 

### Als Trainer
Seit 2009 ist sie als erste Frau Trainerin der nigerianischen Fußballnationalmannschaft der Frauen. Als eine der ersten Amtshandlungen schloss sie lesbische Spielerinnen aus der Nationalmannschaft aus. Ihren ersten Titel als Trainerin holte sie bei der Fußball-Afrikameisterschaft der Frauen 2010, die Nigeria zum achten Mal gewann und sich damit für die Fußball-Weltmeisterschaft der Frauen 2011 qualifizierte. Bei einem Testspiel kurz nach der Afrikameisterschaft musste sie gegen Europameister Deutschland mit 0:8 die höchste Niederlage in einem Freundschaftsspiel hinnehmen. Überraschend war auch das Aus in der Qualifikation für die All African Games gegen Ghana. Unterstützt wurde sie bei ihrer Arbeit von Thomas Obliers.
Kurz nach Beginn der Fußball-Weltmeisterschaft der Frauen 2011 wurde bekannt, dass Uche im Vorfeld der Weltmeisterschaft alle lesbischen Spielerinnen aus der Nationalmannschaft verbannt hatte. Uche begründete dies damit, dass die Lesben für Probleme innerhalb der Mannschaft sorgten und dass sie die „dreckige Lebensweise“ der Lesben nicht tolerieren könne. Der Weltverband FIFA reagierte zunächst nicht auf Uches Aussagen. Nach einer Ankündigung von Tatjana Haenni, der FIFA-Abteilungsleiterin für Frauenfußballwettbewerbe, die nigerianische Trainerin auf das Thema anzusprechen, dementierte Uche, jemals derartige Aussagen gemacht zu haben.
Nachdem sich Nigeria nicht für die Olympischen Spiele 2012 qualifizieren konnte, wurde Uche entlassen.

## Erfolge
- Als Spielerin:
  - Afrikameister 1991, 1995

- Als Trainerin:
  - Afrikameister 2010